# Націоналізм у Росії
Націоналізм у Росії — явище націоналізму в Росії.

## Російський націоналізм

### Російська імперія

«Прапор гербових кольорів Російської імперії», часто використовуваний російськими націоналістами

Націоналізм з'явився в  Росії у другій половині XVIII століття у зв'язку з інтересом освічених кіл вищого суспільства до течій  західноєвропейської філософії та політичної думки.
Спочатку під нацією розумілася культурна та інтелектуальна еліта (переважно дворянство) в рамках чинного порядку. Наприклад, у своїй передмові до трагедії «Дмитро Самозванець» (1771)  О. Сумароков називає основою російської нації те, що доля рабів — послух, царя — влада, а «синів вітчизни» (тобто, еліти) — турбота про державу. Націоналізм трактувався у дусі прімордіалізму, що стимулювало інтерес до  витоків Росії та її культури.
Через відсутність у  російській мові точного відповідника поняттям, пов'язаним із націоналізмом, довгий час використовувалися  французькі терміни, хоча спроби перекладу робилися неодноразово. Так,  П. Вяземський перекладав фр. nationalité як «народність».
У період правління  Петра I здобутки Росії викликали у світі захоплення, і сподвижники царя також доброзичливо дивилися на європейців як на рівних. Як писав в 1791 р.  М. М. Карамзін,
Хто в мирі та любові вміє жити з собою,
Той радість і любов у всіх країнах знайде.
Однак під кінець XVIII століття навколо ставлення до Заходу виникли розбіжності. Дефіцит рівності, свободи і поваги до особистості на батьківщині порівняно із західними країнами викликав у російських патріотів почуття сорому. Цей удар по національній гордості призвів до виникнення двох протилежних одна одній груп. Західники (починаючи з  Радищева) вважали, що Росія повинна йти слідом за прогресивними і ліберальними силами тим же шляхом, на який вступили Західна Європа і США. Слов'янофіли не згоджувалися вбачати у Заході лідера і тим більше зразок для наслідування. Вони вірили, що у Росії особливий шлях з огляду на її географічне положення,  авторитарну і  православну минувшину.
Повстання декабристів 1825, закликавши до ліквідації самодержавства, потрясло вище суспільство, і більшість почала бачити в західних цінностях пряму загрозу для Росії. Це призвело до ще більшої поляризації західників і слов'янофілів. Польське повстання 1830 і розвиток подій у Європі також підтверджували побоювання з приводу деструктивних наслідків нових західних віянь. У 1833 р.  граф Уваров спробував об'єднати російський націоналізм з ідеєю збереження імперії та офіційних традицій, висунувши тезу, що «власними підвалинами Росії є  православ'я, самодержавство і народність».
Слід зазначити, що саме слов'янофіли внесли основний вклад у розвиток російської національної самосвідомості в XIX столітті. Однак, на думку деяких дослідників, наслідком болісних порівнянь Росії із Заходом став ресентимент (психологічний стан безсилої заздрості) . Одні запевняли, що відсталість Росії оманлива і що зовнішні відмінності у звичаях і культурі приховують одну і ту саму реальність, включаючи відсутність реальної свободи і рівності. Інші наполягали, що Захід пішов принципово неправильним шляхом і що Росія навпаки врятує Захід від лібералізму. З їхньої точки зору, російська нація була в першу чергу протилежністю західній моделі.

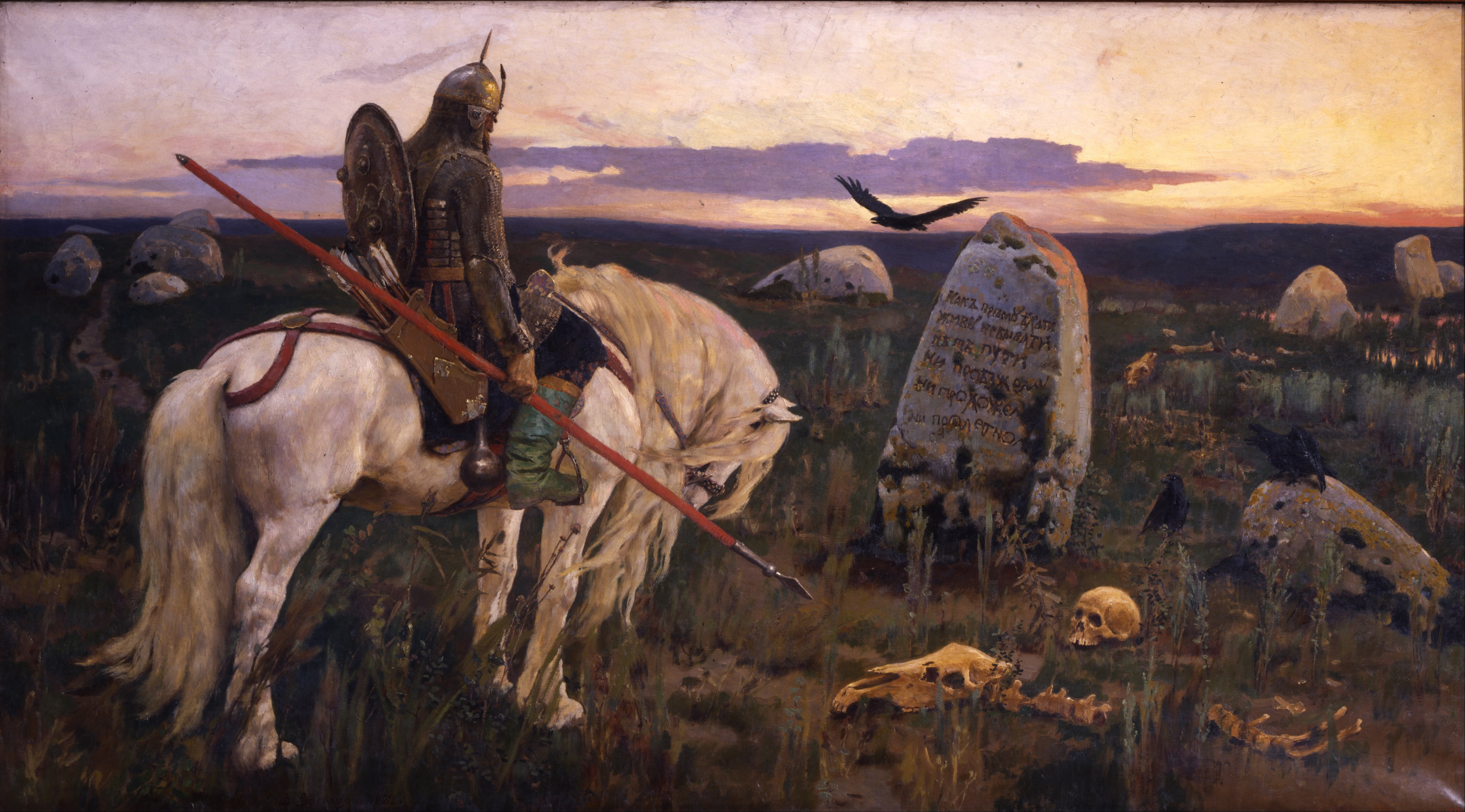
В. М. Васнецов, Витязь на роздоріжжі, 1882, Російський музей. Зразок російського національно-романтичного модерну.

Слов'янофіли приписували російському характеру терпимість, жадобу істини, спонтанність, сердечність, душевність, великодушність, безмірність, соборність (схильність приймати рішення колективно). Це протиставлялося узагальненому західному характерові, якому нібито були властиві жадібність, брехливість, егоїзм, холодна розважливість. Багато хто приписував росіянам також і негативні риси: лінь, пияцтво, обломовщину, відданість господареві, неповагу до себе та інших. «Російська душа» погоджувалася із російськими кров'ю і ґрунтом, тому передбачалося, що її носієм в чистому вигляді є селяни . Інтелектуальна еліта бачила свою місію в тому, щоб відтворювати масові стереотипи, конструювати на їхній основі нові ідеї і нав'язувати їх масам. Однак російський націоналізм залишався ідеологією еліти аж до появи масових громадських рухів на початку XX століття.
Оскільки Росія була  імперією, влада вороже ставилася до націоналізму меншин і побоювалася спиратися на етнонаціоналізм російської більшості в силу його стихійності. При цьому вона намагалася використовувати націоналізм меншин в інших державах у своїх зовнішньополітичних інтересах. Так, вона підтримувала панславізм в Австро-Угорщині та Османській імперії, незважаючи на зустрічне насторожене або вороже ставлення. На початку XX століття, коли в Росії почався занепад абсолютизму, влада почала вдаватися до послуг  чорносотенців і провокувати міжнаціональні тертя в самій імперії.

### Радянський період
Прийшовши до влади в 1917 р., більшовики придушили наявні рухи російських націоналістів. Офіційно заявлялося, що великодержавний націоналізм був однією з ворожих ідеологій і йому протиставлялася ідея інтернаціоналізму. Завдяки цьому, найбільшого поширення набув погляд, що радянський режим придушував націоналізм (у всіх його варіантах). Разом з тим деякі елементи політики носили національний характер. Так, програма русифікації, розпочата в XX столітті за царя і продовжена  Радянською владою, призвела до того, що за часів панування останньої уроки російської мови в школі стали обов'язковими в рамках обов'язкової шкільної програми, а сама середня школа стала обов'язковою для всіх громадян. Під час  Другої світової війни, прагнучи згуртувати народ проти загарбників,  І. В. Сталін узивав до патріотизму. Це поєднувалося з розпалюванням  фобій відносно  «народів-зрадників» та етнічними чистками.
Деякі автори стверджують, що в СРСР домінував «соціалістичний
патерналізм», який ставив акцент на  моральному характері відносин між людьми і державою у зв'язку з їхніми правами на частку в розподілі суспільного продукту . На відміну від національних держав, у СРСР від громадян не вимагалися ні політична активність, ні етнічна схожість; вони повинні були з вдячністю приймати те, що держава їм давала.
Є думки, що націоналізм радянської доби насправді відігравав активнішу роль. До них належить точка зору, що в  період правління Брежнєва розроблялася концепція « радянського народу», яка включала елементи політичної нації, хоча і не наділяла її національним духом . Ганна Арендт розглядала панславізм сталінського періоду як одну з його істотних характеристик. Також є і точка зору, що повністю суперечить радянській. Згідно з нею, націоналізм був притаманний більшовикам від самого початку, і Жовтневий переворот 1917 р. була схожа на національно-визвольну боротьбу, відкинувши старий режим як ніби він був чужорідним .
Ці розбіжності позначаються на дискусії з приводу взаємозв'язку націоналізму і фашизму застосовно до СРСР. Одні вважають, що завдяки відсутності націоналізму в СРСР (в силу або його придушення режимом, або культурних традицій), ідеології фашизму і нацизму також не набули поширення. Інші дотримуються думки, що сталінський режим включав елементи крайнього націоналізму: шовінізму та расизму.
Тим не менш, Радянська Росія ніколи не займалася цілеспрямованим будівництвом нації. У СРСР під «національною політикою» розумілося вирішення проблем неросійських народів . Російська Федерація не вважалася національною республікою, а російське населення — носієм особливої етнічності. У побутовій повсякденності більшість визначала себе тільки відносно до держави, і основним параметром був ранг у владній ієрархії. У 1991 р. більшість росіян (80%) своєю батьківщиною називала весь  Радянський Союз. 
Перебудова дала початок масштабним  демократичним реформам (до кінця не реалізованим), одначе при цьому призвела до зростання сепаратизму в низці республік. На думку  Ф. Фукуями, відсутність національної єдності в СРСР стала однією з причин, чому стабільна демократія так і не змогла в ньому виникнути. 

### Сучасний період

«Прапор із зображенням новгородського хреста», що використовувався деякими російськими націонал-соціалістами пронімецького штибу

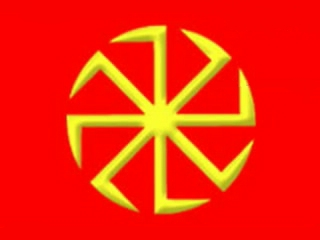
«Прапор із зображенням коловрата», часто використовуваний рухами націоналістів-язичників, панславістів і рідновірів

Прапор забороненої партії МГО «НБП» (Нацболи)

У пострадянський період розпад країни, крах соціалістичних ідеалів і розчарування в економічних реформах змусили багатьох людей звернутися до партій і рухів, що діють відповідно до ідей націоналізму, включно з його крайніми формами: етнічні, що пояснювали події змовою неросіян проти російського народу (найбільш радикальна частина спирається на  націонал-соціалістичні ідеї  Третього райху), та державні, що ідеалізували Сталіна (наприклад,  євразійці і нацболи). Поряд із прозахідними настроями, в суспільстві знову з'явився ресентимент.
На початку XXI століття націоналізм став набирати популярності у масах, однак тяжіння до етнічного та громадянського націоналізму досі перебуває в нестійкій рівновазі. Паралельно зростання трудової етнічної міграції в Росію загострило міжнаціональне напруження. У 2006 р. міжетнічний конфлікт у Кондопозі викликав широкий резонанс у суспільстві. Наприкінці 2010 у містах Росії пройшла  хвиля масових мітингів і зіткнень корінних жителів із вихідцями з кавказьких республік.
Згідно з поширеною точкою зору, перехід Росії від імперської до національної держави досі не завершений, і на цю тему тривають дискусії. Традиціоналісти відстоюють ідею зміцнення  вертикальних опор держави, тоді як  модерністи закликають до її націоналізації і посилення горизонтальних суспільних зв'язків.
У 2005 році аналітики ВЦВГД зробили висновок, що негативний результат процесу будівництва держави-нації, особливо підпорядкування політики корпоративним інтересам, викликав ріст етнічної самосвідомості росіян, який виступає свого роду заміною державної ідеології .
Екс-посол США в Росії Майкл Макфол зазначає, що його «непокоїть новий націоналізм, спущений з ланцюга Путіним», відповідні екстремістські ідеї якого поділяють «багато молодих росіян».

## Регіональний націоналізм
Злет націоналізму народи Росії та їхні національні  еліти переживали двічі. Перша доба активізації починається революційним підйомом початку XX століття, досягає піку у момент фактичного розпаду країни і сходить нанівець в роки сталінських репресій. Другий етап охоплює період розпаду СРСР і завершується до початку XXI століття, коли було остаточно розв'язано проблеми у відносинах між федеральним центром і суб'єктами РФ.

### Сучасний період
Нині прояви націоналізму нерідко зустрічаються в національних суб'єктах Російської Федерації. Зокрема, вони можуть бути спрямовані проти росіян,  а також проти  Російської православної церкви,  проти федеральних органів влади тощо.
Також, у зв'язку з цим, поширені  сепаратистські настрої .
У Чечні
- Чеченський конфлікт
- Етнічні чистки в Чечні